# یواس‌اس دن (۱۸۶۲)
یواس‌اس دن (۱۸۶۲) (به انگلیسی: USS Don (1862)) یک کشتی بود که طول آن ۱۶۲ فوت (۴۹ متر) بود.